# Olof Andersson i Lyckorna
Olof Andersson i riksdagen kallad Andersson i Lyckorna, född 8 mars 1839 i Hjärnarps församling, Kristianstads län, död där 29 december 1912, var en svensk hemmansägare, politiker och bankir. Han var ledamot av riksdagens andra kammare 1875 samt 1879–1893, invald i Södra Åsbo och Bjäre domsagas valkrets i Kristianstads län. Som riksdagsman var Andersson suppleant i bank och statsutskottet. Andersson medstiftade Hjärnarps skytteförening år 1900 och utsågs till klubbens förste ordförande.

## Familj
Olof Andersson var gift med Petronella Hansdotter med vilken han fick nio barn.
- August H Andersson 1862-1908
- Fritz Oscar Andersson 1864-
- Fritz Edvin Andersson 1865-
- Eva Paulina Andersson 1867-1933
- Karl Mauritz Andersson 1870-1923
- Anna Martina Andersson 1873-
- Frans Oscar Andersson 1876-1904
- Augusta J Andersson 1876-1893
- Thilda P Andersson 1884-1985.